# Circondario di Montepulciano
Il circondario di Montepulciano era uno dei circondari in cui era suddivisa la provincia di Siena.

## Storia
Con l'Unità d'Italia (1861) la suddivisione in province e circondari stabilita dal Decreto Rattazzi fu estesa all'intera Penisola.
Il circondario di Montepulciano venne soppresso nel 1926 e il territorio assegnato al circondario di Siena.

## Geografia antropica

### Suddivisioni amministrative
Nel 1863, la composizione del circondario era la seguente:
- mandamento I dell'Abbadia San Salvatore
  - comuni di Abbadia San Salvatore; Pian Castagnaio
- mandamento II di Asinalunga
  - comuni di Asinalunga; Torrita; Trequanda
- mandamento III di San Casciano de' Bagni
  - comune di San Casciano de' Bagni
- mandamento IV di Cetona
  - comune di Cetona
- mandamento V di Chiusi
  - comune di Chiusi
- mandamento VI di Montepulciano
  - comuni di Chianciano; Montepulciano
- mandamento VII di Pienza
  - comuni di Castiglion d'Orcia; Pienza
- mandamento VIII di San Quirico d'Orcia
  - comune di San Quirico d'Orcia
- mandamento IX di Radicofani
  - comune di Radicofani
- mandamento X di Sarteano
  - comune di Sarteano